# Lipasa gástrica
La lipasa gástrica es un componente del jugo gástrico segregado por las células principales del estómago. Da el punto final a la digestión que se lleva a cabo en el estómago, ayuda a formar el quimo y facilita su paso al intestino delgado para seguir con la digestión de tubo bajo.
- Datos: Q5526788
- Multimedia: Gastric lipase / Q5526788